# Fissidens stenopteryx
Fissidens stenopteryx är en bladmossart som beskrevs av Bescherelle 1891. Fissidens stenopteryx ingår i släktet fickmossor, och familjen Fissidentaceae. Inga underarter finns listade i Catalogue of Life.